# プラレールアドバンス
プラレールアドバンスは、タカラトミーが2011年（平成23年）10月14日から2017年（平成29年）4月まで発売していた鉄道玩具である。

## 概要
従来のプラレールで使われていた青いプラスチックの単線レールを複線として使用し走行する。動力には単四乾電池を使用し、4両編成を基本とする。一般的なプラレールとは異なり、動力車が編成の中間に組み込まれ、スイッチ切り替えで前後進することができる。これは、旧トミー時代の1970年代から80年代にかけて販売されたスーパーレールの技術を時代の進歩に即した形で復活させたものである。
車体のバランスも実物に近くなり、従来のプラレールにはなかった台車の表現もある。
2011年度グッドデザイン賞を受賞した。
プラレールアドバンスのレールと情景部品は専用のものに加え、これまで発売された従来のプラレールの一部のレールと情景部品、さらにTOMIXやジオラマコレクションシリーズなどのNゲージ用のストラクチャーやアクセサリーも使用可能であり、鉄道模型のようにレイアウトを作ることもできる。
提案を出した時期は2010年の春頃であった。このきっかけは2001年に発売された「タイムステーションD51」のモノレールとされる。

## プラレールアドバンス車両一覧
タカラトミーから発売されているプラレールアドバンスの車両一覧である。
2012年（平成24年）9月発売の車両からは一部に連結機構が採用され、2編成併結した8両編成での走行も可能になった。なお、8両編成で走行する時は連結されている車両も動力車のスイッチを入れて、同じ向きに合わせる必要がある。ストップレールで停車する時はタイミング良く同時にレバーを停車し、発車する時はレバーを同時に発車させる必要がある。
2013年（平成25年）8月発売からは専用の橋脚と坂直線レールの採用により、坂や立体交差などのレイアウトが作成可能になり、専用の橋脚で橋脚下にレールを敷けるようになった。
2014年（平成26年）10月発売からIRコントロールユニット(ACS)で赤外線での遠隔操作ができるようになり、発車、加速、減速、停車、前後進、バンド切り替えが思いのままに操作できるようになった。また、ここから、このシステム対応車両が続々登場する。
2016年（平成28年）7月発売からアドバンスリンクシステム(ALS)でたくさんの車両をコントロールできて、プラレールアドバンスの特徴であるすれ違いが増えるようになる。このシステムは、第3弾まで発売している。
車両単品の通常枠は、2012年12月発売分時点での18種が上限となり、2013年8月以降は、新製品が投入される毎にナンバリングの重複する旧製品が販売終了となった。車種は、初期は東海道・山陽新幹線の車両が多くラインナップされていたが、2013年以降、徐々にJR東日本の新幹線・首都圏在来線の車両を中心としたラインナップに移行していった。

### 発売された車両
編成車両（4両編成）
2011年10月14日発売
- AS-01 0系新幹線【N700A新幹線と置き換えで販売終了】
- AS-02 500系新幹線【E5系新幹線はやぶさ（連結・ACS対応）と置き換えて販売終了】
- AS-03 923形3000番代ドクターイエロー【923形3000番代ドクターイエロー（ACS対応）と置き換えて販売終了】
- AS-04 E231系500番台山手線【E231系500番台山手線（ACS対応）と置き換えて販売終了】
- AS-05 485系特急電車（雷鳥）【レッドサンダーと置き換えで販売終了】
- AS-06 南海ラピート（50000系）【E3新幹線とれいゆ（連結・ACS対応）と置き換えて販売終了】
- N700系3000番代新幹線（N700系3000番代新幹線 スターターセット）【エントリーセットに置き換えられ販売終了】

2012年4月21日発売
- AS-07 700系新幹線【近鉄観光特急しまかぜと置き換えて販売終了】
- AS-08 名鉄パノラマカー【C57 1号機 SLやまぐち号と置き換えで販売終了】
- AS-09 700系新幹線 ひかりレールスター【寝台特急カシオペアと置き換えて販売終了】
- AS-10 N700系新幹線 みずほ・さくら【N700系新幹線みずほ・さくら（ACS対応）と置き換えて販売終了】
- AS-11 E233系京浜東北線【E233系京浜東北線（ACS対応）と置き換えて販売終了】
- AS-12 100系新幹線【京成スカイライナーと置き換えて販売終了】
- N700系3000番代新幹線（N700系3000番代新幹線 エントリーセット）

エントリーセットはスターターセットをベースに、車両のフランジ幅を大きくし、直線レール2本をガイドレールに置き換えて、1/2直線レールを4本追加されたもの。
2012年9月29日
- AS-13 E3系新幹線こまち（連結仕様）【先頭車用の連結パーツを同梱】【E3系新幹線0番代（連結・ACS対応）と置き換えて販売終了】
- AS-14 165系急行電車（連結仕様）【先頭車用・後尾車用の連結パーツを同梱】【D51 200号機と置き換えて販売終了】
- AS-15 E259系成田エクスプレス（連結仕様）【先頭車用・後尾車用の連結パーツを同梱】【E259系成田エクスプレス（連結・ACS対応）と置き換えて販売終了】
- E5系新幹線（E5系新幹線 連結＆複線ポイントレールセット）【後尾車用の連結パーツを同梱】

片方の連結パーツのみ同梱されている車両は単体では連結できず、別売りの連結仕様の車両がないと連結できない。
2012年12月28日発売
- AS-16 E4系新幹線Max（連結仕様）【先頭車用・後尾車用の連結パーツを同梱】【E4系新幹線（連結・ACS対応）と置き換えて販売終了】
- AS-17 200系新幹線（連結仕様）【先頭車用の連結パーツを同梱】【E235系山手線（ACS対応）と置き換えで販売終了】
- AS-18 E233系中央線【E233系湘南色と置き換えて販売終了】
- E2系やまびこ＆E3系つばさ（E2系やまびこ・E3系つばさ 連結＆ガイドレールセット）

ガイドレールが2セット付属し、連結パーツはE2系やまびこには後尾車用、E3系つばさには先頭車用を同梱。
2013年4月12日発売（一般販売は2013年7月25日発売）
- スペシャルエディション E231系500番台みどりの山手線

一般販売されるまでは通信販売サイトのタカラトミーモール、プラレールショップの全店で先行販売されていた。
2013年8月3日発売
- AS-09 EF510 寝台特急カシオペア【京浜急行新1000形アルミ車（ACS対応）と置換えで販売終了】
- スペシャルエディション EF510 寝台特急カシオペア（北斗星色）

EF510の色を北斗星色に変更したもの。
- AS-12 京成スカイライナー【阪急1000系と置き換えで販売終了】
- E6系新幹線（E6系新幹線 連結＆立体交差レールセット）【先頭車用の連結パーツを同梱】

2013年10月24日発売
- AS-01 N700A新幹線【N700A新幹線のぞみ（ACS対応）と置き換えて販売終了】
- AS-05 EF510レッドサンダー

3両目と4両目の貨物コンテナは積み替え可能で、従来のプラレールになかった中央にも積み替え可能（2両目は動力車になっており、コンテナは固定されている）。TOMIXやTHEトラックコレクション用などのNゲージ用のコンテナを搭載することはできない。
2013年12月27日発売
- AS-07 近鉄観光特急しまかぜ
- AS-18 E233系湘南色【E233系湘南色（ACS対応）と置き換えて販売終了】

2014年6月12日発売
- AS-08 C57 1号機 SLやまぐち号
- D51 200号機 蒸気機関車（D51 200号機 蒸気機関車 エントリーセット）
- スペシャルエディション E233系埼京線

2014年10月11日発売
- W7系北陸新幹線かがやき（W7系北陸新幹線かがやき IRコントロールセット）

2014年10月30日発売
- AS-02 E5系新幹線はやぶさ（連結仕様・ACS対応）【後尾車用の連結パーツを同梱】
- AS-03 923形3000番代ドクターイエロー（ACS対応）
- AS-04 E231系500番台山手線（ACS対応）
- AS-13 E3系新幹線0番代（連結仕様・ACS対応）【先頭車用の連結パーツを同梱】
- ACS-01 IR コントロールユニット

2014年12月26日発売
- AS-10 N700系新幹線みずほ・さくら（ACS対応）
- AS-11 E233系京浜東北線（ACS対応）

2015年4月23日発売
- AS-06 E3系新幹線とれいゆ（連結・ACS対応）
- AS-18 E233系湘南色（ACS対応）

2015年6月25日発売
- E3系新幹線つばさ・E2系新幹線連結セット

2015年7月16日発売
- AS-14 D51 200号機（ACS対応）D51 200号機　蒸気機関車　エントリーセットのD51 200号機の単品版

2015年10月8日発売
- 超電導リニアL0系高架レールセット

2015年11月5日発売
- AS-15 E259系成田エクスプレス（連結・ACS対応）
- AS-16 E4系新幹線（連結・ACS対応）

2015年11月21日発売
- E6系新幹線こまち IRコントロールセット

2016年4月2日発売
- E231系総武線&E233系中央線ダブルセット

2016年4月28日発売
- AS-01N700A新幹線のぞみ（ACS対応）

2016年6月23日発売
- AS-17E235系山手線（ACS対応）
- H5系新幹線　連続発車ステーション
- 連続発車ステーション

2016年8月4日発売
- AS-09 京急新1000形アルミ車（ACS対応）
- 交互発車ステーション

2016年11月3日発売
- 全線発着！トレインラッシュターミナル

2016年12月28日発売
- AS-12 阪急1000系（ACS対応）

### 発売が予定されていた車両
- 323系大阪環状線（ACS対応）

2017年上半期に発売が予定されていたが（雑誌などに試作品も掲載されていた）、2017年4月に公式サイト上で発売中止が発表された。

## プラレールアドバンス専用レール・情景部品
坂直線レールと橋脚以外はプラレールアドバンス専用で、従来のプラレールでは使用できない。
- AR-01 ストップレール（プラレールアドバンス専用架線柱2本付属）
- AR-02 クロスポイントレール（プラレールアドバンス専用架線柱2本付属）
- AR-03 ガイドレール
- AR-04 ターンアウトレール（プラレールアドバンス専用車止め2個付属）
- AR-05 複線ポイントレール（プラレールアドバンス専用架線柱2本付属）
- AR-06 坂直線レール（1 - 3段目までの橋脚を2個ずつ付属）

坂直線レールを6本入り。2段目の橋脚はミニ橋脚の2段分と同じ高さだが、固定されたもので取り外しはできない。坂直線レールと付属の橋脚は、従来のプラレールでも使用可能。
- AJ-01 対向式駅

公式記載はないものの、対向式駅は各種橋脚上に設置したり、背中合わせにして島式ホームとすることができる。
ホームの延長も可能。
- AJ-02 橋脚

ミニ橋脚の3段目に相当する橋脚を6個入り。ブロック橋脚では橋脚下にレールを敷いて走行できなかったが、専用の橋脚はレールを敷いて走行できる（レールを中心に敷く必要がある）。
- AJ-03 跨線橋

ミニ橋脚の3段目に相当する高さとなっている。上のパーツは取り外すことができ、跨線橋の上側に駅を設置したり、立体交差の駅を跨線橋で行き来できるような形にしたりできるようになった。

## 使用可能なプラレールのレール・情景部品
ポイントの付いたレールはすべて走行不可、また傾斜のあるレールは基本的に下りでしか使えない。

### 使用可能レール部品
- R-01 直線レール
- R-02 1/2直線レール
- R-03 曲線レール
- R-04 複線直線レール（付属の架線柱は使用不可）
- R-05 複線曲線レール（付属の架線柱は使用不可）
- R-07 2倍直線レール
- R-09 複線外側曲線レール
- R-20 1/4直線レール
- R-21 2倍曲線レール
- R-26 高架直線レール（橋脚下に敷いたレールは走行不可）
- R-27 高架曲線レール（橋脚下に敷いたレールは走行不可）
- ECO エコ直線レール
- ECO エコ曲線レール

### 使用可能情景部品
- J-01 トンネル
- J-02 のびるトンネル
- J-03 小さな鉄橋
- J-04 大きな鉄橋 ※公式記載なし（鉄橋の真ん中で通過時、脱線のおそれがある）
- J-09 車庫
- J-14 ブロック橋脚（橋脚下に敷いたレールは走行不可）
- J-15 ミニ橋脚
- J-20 ガーター橋 ※販売終了
- J-22 複線ブロック橋脚（橋脚下に敷いたレールは走行不可）
- ECO エコブロック橋脚（橋脚下に敷いたレールは走行不可） ※販売終了
- D-05 どうろ橋脚 ※公式記載なし、販売終了

なお、どうろ橋脚は、左右の幅が小さいので橋脚下に敷いたレールも走行可能だが、販売終了済みである。
このほか、セット品に含まれていた複線外側高架曲線レール、高架トンネル、切通しレールなどが使用できる。